# Dürnhag
Dürnhag ist eine Ortschaft und Katastralgemeinde in der Marktgemeinde Böheimkirchen, Niederösterreich.

## Geografie
Das Dorf befindet sich fünf Kilometer südwestlich von Böheimkirchen, südlich der West Autobahn und ist über die Landesstraße L5049 erreichbar. Nördlich davon liegt Siebenhirten. Am 1. Jänner 2024 zählte das Dorf 30 Einwohner.

## Geschichte
Im Franziszeischen Kataster von 1821 ist Dürnhag als Haufendorf mit einigen kleinen Gehöften verzeichnet. 1822 wurde der Ort als Dorf mit sechs Häusern genannt, das nach Böheimkirchen eingepfarrt war, wohin auch die Kinder eingeschult wurden. Die Herrschaft Dürnstein besaß die Ortsobrigkeit, die Herrschaft Wald übte die Landgerichtsbarkeit aus und die Herrschaft Totzenbach besorgte die Konskription. Die Untertanen und Grundholde des Ortes gehörten den Herrschaften Dürnstein und Jeutendorf. Laut Adressbuch von Österreich war im Jahr 1938 ein Landwirt mit Ab-Hof-Verkauf ansässig.